# Euselasia alcmena
Euselasia alcmena är en fjärilsart som beskrevs av Druce 1878. Euselasia alcmena ingår i släktet Euselasia och familjen Riodinidae. Inga underarter finns listade i Catalogue of Life.